# Julia Ormond
Julia Ormond   (Epsom, 4 de gener de 1965) és una actriu anglesa.
És filla d'en John G. Ormond, agent de borsa que es va fer milionari quan tenia trenta anys, i de la Josephine H. Clarke, tècnica de laboratori. El pare de la Julia va abandonar la seva dona i els seus fills, quan la Julia encara era molt petita.
La Julia Ormond va començar a estudiar a Surrey i després va passar a la Guildford High School. Durant l'adolescència va estudiar a l'escola privada de secundària “The Cranleigh School”. Va continuar els seus estudis d'Art Dramàtic a la Webber Douglas Academy de Londres.
Va començar la seva carrera com a actriu fent papers de teatre. Més endavant també va interpretar papers per a programes de televisió. Ha treballat al costat de grans actors com: Anthony Hopkins, Brad Pitt, Robert Duvall, Aidan Quinn, Sean Connery, Richard Gere, Sydney Pollack, Greg Kinnear, Gabriel Byrne, Richard Harris, Vanessa Redgrave, etc.
És propietària d'una productora independent anomenada "Indican Productions", establerta a Nova York. Ha produït un documental sobre la tortura de dues dones musulmanes durant la famosa Guerra dels Balcans al "Calling the Ghosts" (Trucant els Fantasmes). Aquest treball va rebre un premi Néstor Almendros (1996) del Festival de Cinema de Drets Humans. També fou seleccionat per als Festivals de Toronto i la Berlin.
També va rebre el premi "Cable Ace" al millor documental i el Premi Robert F. Kennedy.
La Julia Ormond s'ha casat dues vegades, la primera amb l'actor Rory Edwards i després de divorciar-se'n, amb l'activista polític John Rubin amb el qual va tenir una filla, Sofia, que va néixer a la tardor del 2004. Com el seu segon espòs, Ormond ha estat activista política compromesa en la defensa dels drets humans i contra el tràfic humà.

## Teatre
- L'Assaig
- Cims Borrascosos
- El Crissol
- Esperança i caritat de Christopher Hampton Fe. Premi Associació de Crítics Dramàtics de Londres a la millor actriu (1989).

## Sèries de TV
- Traffik - Premis Emmy, BAFTA, FIPA, BANFF per la millor sèrie dramàtica.

## Filmografia
- Nostradamus (1994) de Roger Christian
- Cautius (1994) d'Angela Pope
- Llegendes de passió (1994) d'Edward Zwick
- El Primer Cavaller (1995) de Jerry Zuckee
- Sabrina (1995) de Sydney Pollack
- Smilla, el missatge de la neu (Froken Smillas fornemmelse for sne) (1997) de Bille August
- The Barber of Siberia (1999) de Nikita Mikhalkov
- Estafadors (The Prime Gig) (2000) de Gregory Mosher
- Resistance (2003) de Todd Komarnicki
- Inland Empire (2006) de David Lynch
- Che: The Argentine i Che: Guerrilla (2008) de Steven Soderbergh
- La conjura de El Escorial (2008) d'Antonio del Real
- El curiós cas de Benjamin Button (2008) de David Fincher
- The Music Never Stopped (2011)
- The Green (2011)
- Albatross (2011)	Joa
- My Week with Marilyn (2011)
- Chained (2012)
- The East (2013)
- Exploding Sun (2013)
- Unity (2014)
- The Walking Dead: World Beyond (2020-2021)

## Premis
- Nominada al Premi Gemini de l'Acadèmia del Cine i la TV del Canadà (1992 pel seu paper a La Jove Catherine).
- Premi Estrella Femenina del Matí per la NATPE. (1995)
- Nominada als Premis Laurence Olivier Award. (2001)
- Nominada als Premis Razzie a la pitjor actriu de repartiment per I know who killed me (Sé qui em va matar).
- Premi Emmy a la millor actriu de repartiment d'una minisèrie o pel·lícula pel seu paper a la pel·lícula d'HBO Temple Grandin (2010).[2]